# Любанський повіт
Любанський повіт (пол. powiat lubański) — один з 26 земських повітів Нижньосілезького воєводства Польщі.
Утворений 1 січня 1999 року в результаті адміністративної реформи.

## Загальні дані
Повіт знаходиться у західній частині воєводства.
Адміністративний центр — місто Любань.
Станом на 1.01.2008 населення становить 56 624 осіб, площа 428,3 км².

## Демографія
Демографічні дані повіту станом на 30.06.2005:
|       | Всього | Всього | Жінки  | Жінки | Чоловіки | Чоловіки |
| ----- | ------ | ------ | ------ | ----- | -------- | -------- |
|       | осіб   | %      | осіб   | %     | осіб     | %        |
| Повіт | 57 176 | 100    | 29 642 | 51,8  | 27 534   | 48,2     |
| Міста | 36 307 | 100    | 19 043 | 52,4  | 17 264   | 47,6     |
| Села  | 20 869 | 100    | 10 599 | 50,8  | 10 270   | 49,2     |